# Spudaeus pimploides
Spudaeus pimploides är en stekelart som först beskrevs av Charles Thomas Brues 1910.  Spudaeus pimploides ingår i släktet Spudaeus och familjen brokparasitsteklar. Inga underarter finns listade i Catalogue of Life.